# Samuraj
Samuraj ist ein Lied des deutschen Sängers Nino de Angelo aus dem Jahr 1989.

## Entstehung und Veröffentlichung
Das Lied wurde von Dieter Bohlen getextet, komponiert und produziert.
Die Erstveröffentlichung von Samuraj erfolgte als Single im Februar 1989 bei WEA Records. Diese erschien als 7″-Single mit der B-Seite There’s Too Much Blue in Missing You (Katalognummer: 247 225-7). Die B-Seite ist eine Coverversion des Originals von Modern Talking aus dem Jahr 1985. Am 6. März 1989 erschien das Lied als Teil des Soundtracks zur ZDF-Serie Rivalen der Rennbahn (Katalognummer: Hansa 259 604). Wiederum einen Monat später erschien Samuraj als Teil des gleichnamigen Albums, dem siebten Studioalbum von Nino de Angelo, am 4. April 1989 (Katalognummer: 244 908-2).
In der ZDF-Hitparade präsentierte de Angelo Samuraj als Neuvorstellung am 22. März 1989 in der 234. Sendeausgabe.

## Inhalt
Im Lied geht es um das lyrische Ich, das an eine Person namens Samuraj gerichtet ist. Das Ich ist so verliebt, dass es den Verstand verliere und sich in ihrem Partner verliere. Es habe sein Herz verkauft, es mache seine Träume wahr und sie könnten the größten Spiele gewinnen, denn Samuraj sei seinen Namen entsprechend ein Kämpfer. („Tonight, oh, I sold my heart to you. Tonight, yes, you make my dreams come true. Tonight, we can win the greatest games. Tonight, you're a fighter, that's your name.“).

## Musikvideo
Das dazugehörige Musikvideo verzeichnete bis Juli 2024 über 49 Tausend Aufrufe auf der Videoplattform YouTube.

## Chartplatzierungen
| ChartsChartplatzierungen | Höchstplatzierung | Wochen |
| ------------------------ | ----------------- | ------ |
| Deutschland (GfK)        | 11 (13 Wo.)       | 13     |

| ChartsJahrescharts (1989) | Platzierung |
| ------------------------- | ----------- |
| Deutschland (GfK)         | 90          |